# Joe McPhee

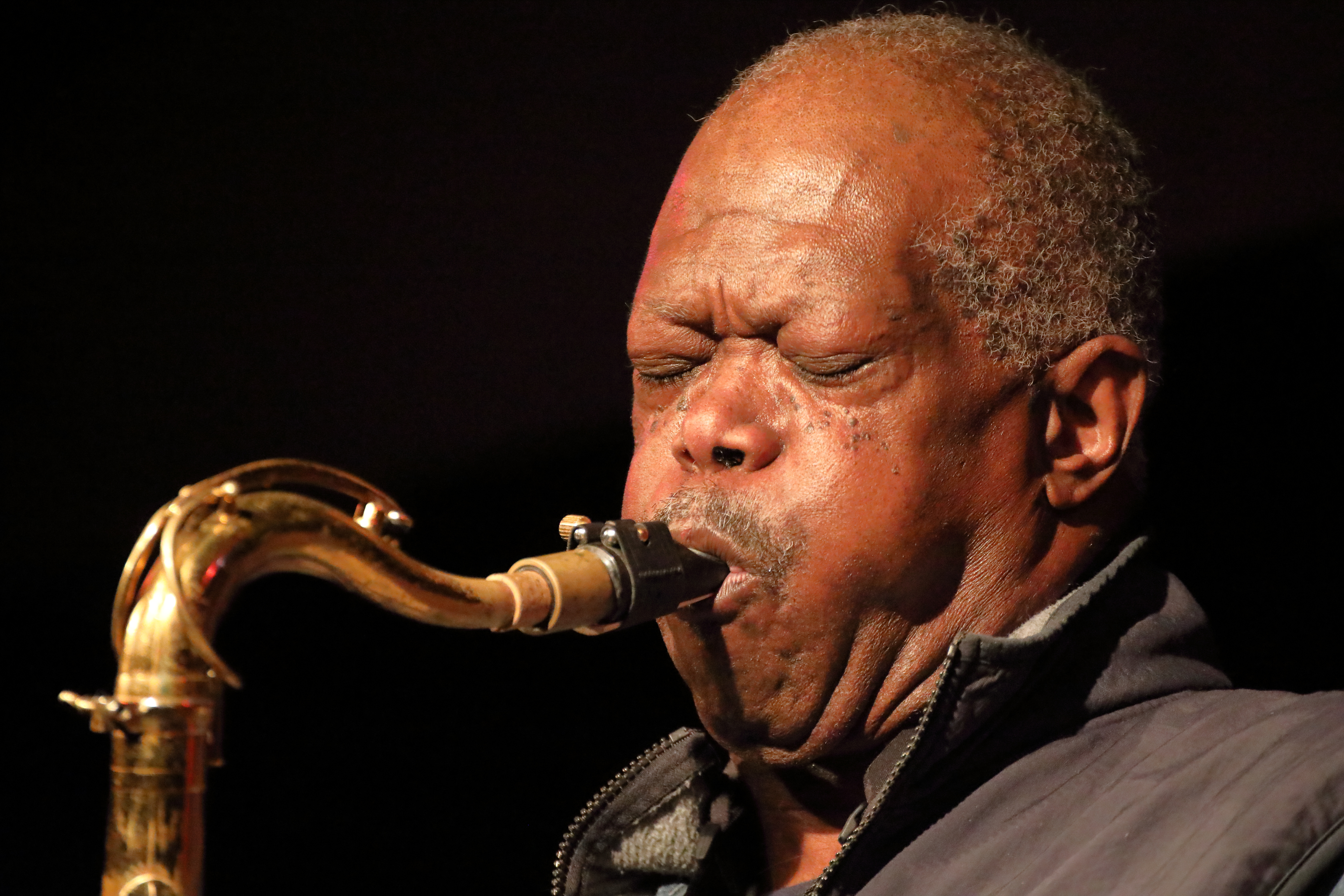
Joe McPhee im Jahr 2019

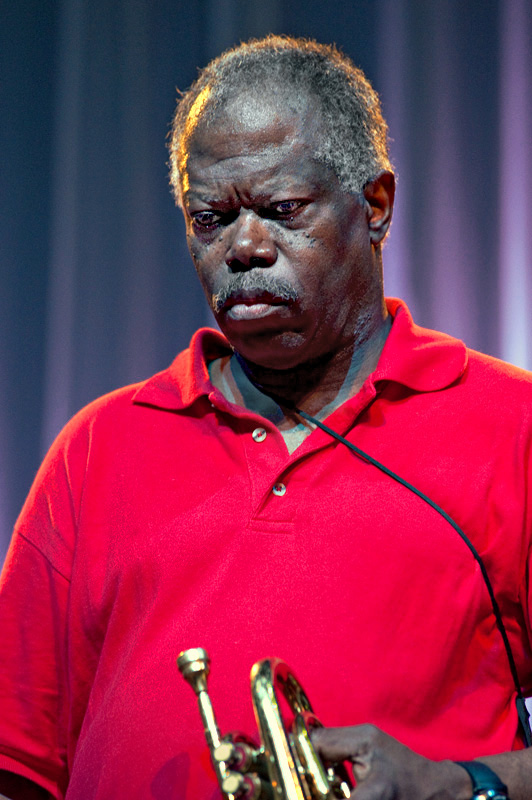
Joe McPhee, mœrs festival 2010

Joe McPhee (* 3. November 1939 in Miami, Florida) ist ein US-amerikanischer Jazzmusiker. Er spielt Trompete, Posaune und verschiedene Saxophone.

## Leben und Wirken
Joe McPhee spielte schon mit acht Jahren Trompete, als er Unterricht von seinem Vater erhielt. Später spielte er in der Highschool-Band und während seiner US-Army Zeit in Deutschland in einer Militärkapelle. Seine Karriere begann in den 1960er Jahren unter anderem in Ensembles von Don Cherry. Seine erste Schallplatten-Einspielung entstand 1967 mit Clifford Thornton, Freedom and Unity. Ab Ende der 1960er Jahre nahm er auf Craig Johnsons CjR-Label eine Reihe von Alben auf, wie Underground Railroad 1969, Nation Time 1970, Trinity 1971 und Pieces of Light 1974.
Ab Mitte der 1970er Jahre wurde er mit einer Reihe aufsehenerregender Einspielungen in Europa bekannt, die das Schweizer Label HatHut Records von Werner X. Uehlinger mit ihm aufnahm, wie das Album Tenor im Jahre 1976. In dieser Zeit lebte McPhee in Europa und arbeitete mit dem aus Marseille stammenden Gitarristen Raymond Boni und dem Saxophonisten André Jaume zusammen, die auf seinen Alben Old Eyes & Mysteries (1979/1980) und Topology (1991) mitwirkten. 1991 entstand gemeinsam das Album Impressions of Jimmy Giuffre.
Seit den 1990er Jahren arbeitete McPhee in verschiedenen Kooperationen mit der jüngeren Generation von Musikern aus Chicago zusammen und nahm eine Reihe von Alben für das Avantgarde-Label CIMP auf. Er spielte u. a. mit Musikern wie Frank Lowe, Dominic Duval, Jay Rosen, Ken Vandermark, Peter Brötzmann (Tales Out of Time, Signs, 3 Nights in Oslo) und Evan Parker. Bis 2007 hat er an die 100 Tonträgereinspielungen unter seinem Namen veröffentlicht. Aktuell bildet er mit Fred Lonberg-Holm am Cello und Michael Zerang am Schlagwerk das Survival Unit Trio.
Zusammen mit Roy Campbell, William Parker und Warren Smith spielt er in dem Projekt A Tribute to Albert Ayler. McPhee wurde 2018 neben Susan Alcorn mit dem hochdotierten Instant Award in Improvised Music ausgezeichnet.

## Diskographische Hinweise

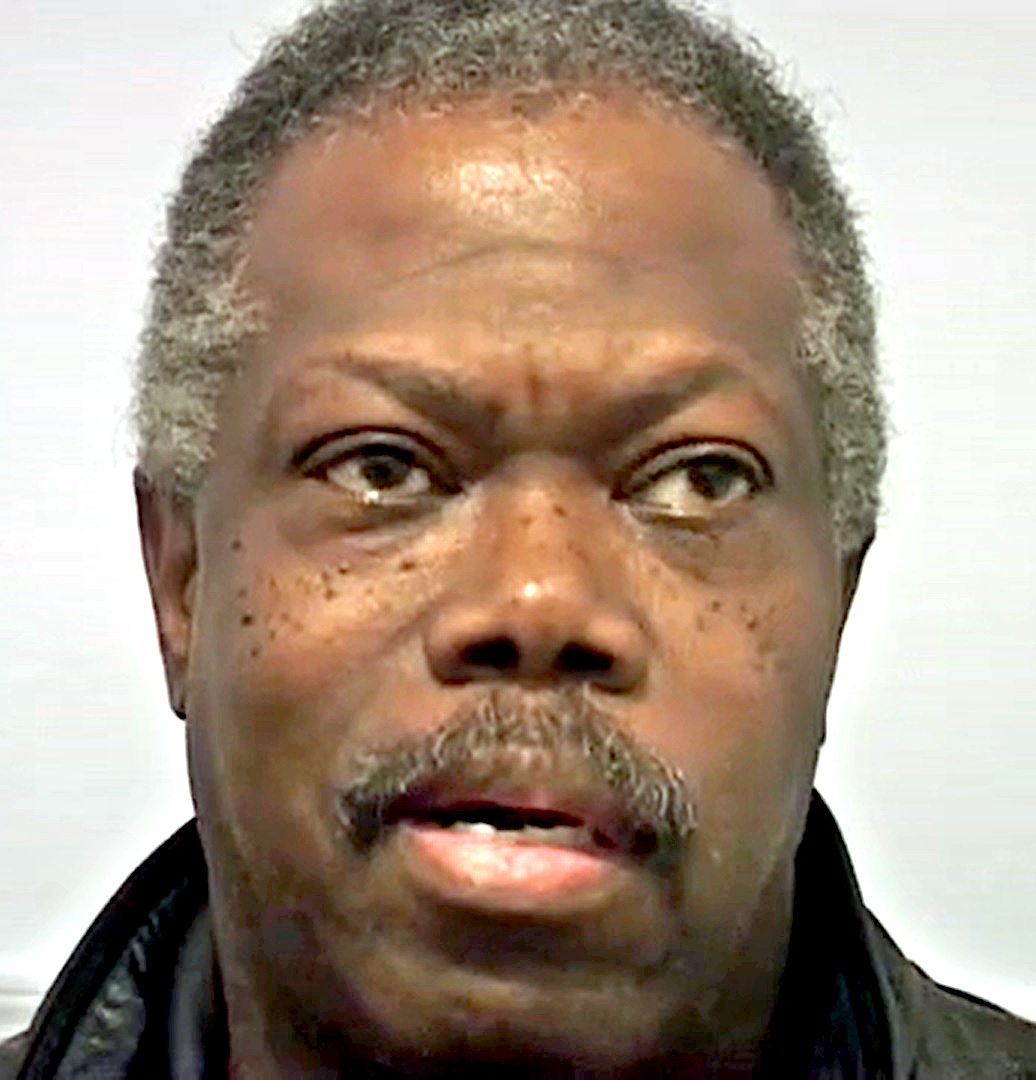
McPhee circa 2004

- Survival Unit II with Clifford Thornton: At WBAI’s Free Music Store, 1971 (HatHut, 1971, ed. 1996)
- Oleo & a Future Retrospective (HatHut Records, 1982)
- As Serious As Your Life (HatOLOGY, 1996) solo
- Legend Street One (CIMP, 1996) mit Frank Lowe, David Prentie, Charles Moffett
- A Meeting in Chicago (CIMP, 1996) mit Ken Vandermark, Kent Kessler
- In the Spirit (CIMP, 1999) mit Joe Giardullo, Michael Bisio, Dominic Duval
- Specific Gravity (2001)
- Mr. Peabody Goes to Baltimore (2000)
- On Tour: Toronto/Rochester (2001)
- Chicago Tenor Duets (2002), mit Evan Parker
- Let Paul Robeson Sing (2002)
- Rules of Engagement, Vol. 2 (2004), mit Dominic Duval
- The Sugar Hill Suite (CIMP, 2004) mit Duval, Jay Rosen
- Moods: Playing with the Elements (CIMP, 2004) mit Duval, Jay Rosen
- Everything Happens for a Reason (Roaratorio, 2004) solo
- In Finland (Cadence, 2005) mit Duval, Matthew Shipp
- Moods: Playing with the Elements (2005)
- Roulette at Location One (2005)
- Remembrance (2005)
- Michael Bisio, Raymond Boni, Dominic Duval, Joe McPhee: Port of Saints (2006)
- Joe McPhee Survival Unit III: Don’t Postpone Joy! (2006)
- Joe McPhee & Paul Hession: A Parallax View (2006)
- Joe McPhee / Peter Brötzmann / Kent Kessler / Michael Zerang: Guts (2006)
- Joe McPhee, Dominic Duval: The Open Door (CIMP, 2007)
- Joe McPhee & John Heward: Ten Improvisations (2008)
- Joe McPhee / Paal Nilssen-Love Tomorrow Came Today (2009)
- Joe McPhee / Peter Brotzmann / Kent Kessler / Michael Zerang: The Damage Is Done (Not Two, 2009)
- Joe McPhee's Survival Unit III: Synchronicity (Harmonic Convergence, 2011)
- Decoy & Joe McPhee: Oto (Bo Weavil, 2011) mit Alexander Hawkins, Steve Noble, John Edwards
- Creole Gardens (A New Orleans Suite) (2011), mit Michael Zerang
- Joe McPhee / Ingebrigt Håker Flaten: Brooklyn DNA (Clean Feed, 2012)
- Joe McPhee / Evan Parker: What/If/They Both Could Fly (2013)
- Trespass Trio & Joe McPhee: Human Encore (Clean Feed Records, 2013), mit Martin Küchen, Per Zanussi, Raymond Strid
- Raymond Boni / Jean-Marc Foussat / Joe McPhee: The Paris Concert (KYE Records, 2016)
- Trio X:  The Watermelon Suite (1998, ed. 2017), mit Dominic Duval, Jay Rosen
- In Black and White (rec. 1999, 2001, ed. 2017), mit Duval, Rosen
- Joe McPhee / Michael Zerang: Creole Gardens (A New Orleans Suite) (catalytic sound, 2006, ed. 2017)
- Six Situations MW954-2 (Not Two Records, 2017), mit Damon Smith, Alvin Fielder
- Joe McPhee & Dominic Duval: Dream Book (2017)
- Rodrigo Amado, Joe McPhee, Kent Kessler & Chris Corsano: A History of Nothing (2018)
- Joe McPhee / Hamid Drake: Keep Going (Corbett vs. Dempsey, 2018)
- Joe McPhee / John Edwards / Klaus Kugel: A Night in Alchemia (Not Two, 2019)
- Joe McPhee / John Butcher: At The Hill of James Magee (Trost, 2019)
- Joe McPhee / Mats Gustafsson: Brace for Impact (Corbett vs. Dempsey, 2019)
- Joe McPhee / Fred Lonberg Holm: No Time Left for Sadness (Corbett vs Dempsey, 2020)
- Joe McPhee, Dave Rempis, Tomeka Reid, Brandon Lopez, Paal Nilssen-Love: Of Things Beyond Thule Vol. 2 (Aerophonic, 2020)
- Flow Trio & Joe McPhee: Winter Garden (2021)
- Route 84 Quarantine Blues (Corbett vs. Dempsey, 2021)
- A Pride of Lions: No Questions – No Answers (RogueArt, 2023) mit Daunik Lazro, Guillaume Séguron und Chad Taylor
- Ivo Perelman, Ken Vandermark, Joe McPhee: Oxygen (Mahakala Music, 2025)
- Eunhye Jeong-Michael Bisio Duo mit Joe McPhee und Jay Rosen: Morning Bells Whistle Bright(ESP-Disk, 2025)